# Annandale (Escocia)
Annandale (del gaélico escocés: Srath Annan) es un valle ancho y poco profundo (strath en inglés) en el antiguo condado de Dumfriesshire, en Dumfries y Galloway, Escocia, Reino Unido. Recibe el nombre del río Annan, que corre de norte a sur, desde Moffat a Annan, en el fiordo de Solway Firth.
Annandale fue también un distrito histórico de Escocia, que limitaba con Liddesdale al este, Nithsdale al oeste, Clydesdale y Tweeddale al norte, y con el Solway Firth al sur. El distrito, que estaba en el partido judicial de Dumfries, pasó más tarde a formar parte del condado de Dumfries, uno de los condados de Escocia. La principal reorganización tuvo lugar durante la Ley de Gobierno local de Escocia de 1889, que estableció un sistema uniforme de condados y municipios en Escocia, y reestructuró muchos e los condados escoceses (Ver: Historia del gobierno local en el Reino Unido). Annandale es una de las tres divisiones de Dumfriesshire junto a Eksdale (anteriormente parte de Liddesdale) y Nithsdale.
Es famoso por su conexión con Roberto I de Escocia, ya que la familia de Brus recibió esta tierra en 1124 de manos del rey David I de Escocia.